# Duane Gene Carey
Duane Gene Carey (Saint Paul, Minnesota, 1957. április 30. –) amerikai űrhajós, alezredes.

## Életpálya
1981-ben az Aerospace Engineering University of Minnesota (Minneapolis) keretében repülő mérnöki oklevelet szerzett. 1981-ben egyetemi tanulmányai alatt szerzett repülőgép vezetői jogosítványt. Ugyanitt 1982-ben megvédte diplomáját. 1983-tól Angliában, majd Dél-Koreában A–10A Thunderbolt II repülőgépen szolgált. 1988-ban F–16 Falcon átképzése után Spanyolországba vezényelték. 1992-ben tesztpilóta kiképzésben részesült, F–16 típusú repülőgép különböző változatait, technikai eszközeit tesztelte. Több mint 4300 órát tartózkodott a levegőben, több mint 35 típusú repülőgépet vezetett, illetve tesztelt.
1996. május 1-től a Lyndon B. Johnson Űrközpontban részesült űrhajóskiképzésben. Egy űrszolgálata alatt összesen 10 napot, 22 órát és 10 percet (262 óra) töltött a világűrben. Űrhajós pályafutását 2004 októberében fejezte be.

## Űrrepülések
STS–109, a Columbia űrrepülőgép 27. repülésének pilótája. Az űrhajósok a negyedik nagyjavítás alatt, öt űrsétán szereltek fel új berendezéseket a Hubble Space Telescope (HST) Hubble űrtávcső re. Harmadik űrszolgálata alatt összesen 10 napot, 22 órát és 10 percet (262 óra) töltött a világűrben. 6 300 000 kilométert (3 900 000 mérföldet) repült, 165 kerülte meg a Földet.